# Placocosma anthopetala
Placocosma anthopetala är en fjärilsart som beskrevs av Edward Meyrick 1884. Placocosma anthopetala ingår i släktet Placocosma och familjen praktmalar, Oecophoridae. Inga underarter finns listade i Catalogue of Life.